# Pułapka (film 2017)
Pułapka (ang. Bullet Head) – amerykańsko-bułgarski film kryminalny z 2017 roku w reżyserii Paula Soleta. W głównych rolach wystąpili Adrien Brody, Antonio Banderas i John Malkovich. Film miał premierę 8 grudnia 2017 roku.

## Fabuła
Trójka mężczyzn po dokonaniu napadu trafia do opuszczonego magazynu. Tam niespodziewanie zostają uwięzieni bez możliwości otwartej ucieczki ze szkolonym, niebezpiecznym psem. Zmuszeni są uporać się z problemem i czym prędzej opuścić budynek, zanim zostaną odnalezieni przez policję.

## Obsada
- Adrien Brody jako Walker
- Antonio Banderas jako Blue
- John Malkovich jako Stacy
- Rory Culkin jako Gage
- Alexandra Dinu jako Grace
- Ori Pfeffer jako łącznik
- Owen Davis jako szef
- Deyan Petrov jako młody Walker
- James Robinson jako młody Gage[1]

## Odbiór

### Reakcja krytyków
Film spotkał się ze średnią reakcją krytyków. W agregatorze recenzji Rotten Tomatoes 61% z 18 recenzji uznano za pozytywne. Z kolei w agregatorze Metacritic średnia ważona ocen z 10 recenzji wyniosła 51 punktów na 100.